# ブワイフ朝

ブワイフ朝

ブワイフ朝の領域（970年）

ブワイフ朝 (ペルシア語: آل بویه Āl-e Buye) は、現在のイラン・イラクを支配したイスラム王朝（932年 - 1062年）。

## 概要
カスピ海南岸の山岳地帯ダイラム出身の豪族で、シーア派の一派十二イマーム派を奉ずるブワイフ家が興した。ブワイフ家の綴りبویه は、ペルシア語式にブーヤ(Būya)と読むという説もあり、ブーヤ朝ともいう。

## 歴史
ブワイフ朝を立てたのは、ブワイフという名の父を持つ三兄弟で、彼らは10世紀前半にダイラム人歩兵部隊を率いる軍人としてイラン北西部タバリスターン地方を支配するズィヤール朝に仕えて台頭し、932年にはイラン南部のファールス地方に進出してここでブワイフ朝の支配を確立した。ファールスの支配者となった長男のイマード・アッダウラは、ズィヤール朝が内紛に陥るとファールスで独立した。さらに、彼は二人の弟を東西に派遣し、次男ルクン・アッダウラは北西部のジバール地方に進出してジバール政権を立て、三男ムイッズ・アッダウラは始め東のケルマーン地方を支配した。
ケルマーンのムイッズ・アッダウラは945年に西のイラク地方に転じてバグダードに入城し、アッバース朝のカリフからイラク地方の世俗支配権をもつ大アミールに任命された。これ以降、イラク政権の君主が大アミールを世襲し、カリフはイラクに実権をまったくもたないようになる。こうして、ブワイフ朝は三兄弟とその子孫からなる王族たちにより、ファールス、ジバール、イラクの3政権と、その他の群小政権からなる連合体となり、王族のうちの最年長者がブワイフ家の家長としてブワイフ朝全体を指揮する体制が築かれた。
ムイッズ・アッダウラの死後、イラク政権を継承した息子のイッズ・アッダウラはバグダードの統治力を失い、978年にファールス政権のアドゥド・アッダウラに追われた。アドゥド・アッダウラは農業生産の高いファールスと肥沃なイラクを統一し、ムイッズ・アッダウラの死以来混乱していたイラクの統治を安定させてブワイフ朝の最盛期をもたらしたが、その死後に王族間で君主の位を巡る争いが激化し、分裂傾向が深まった。
やがて、ジャズィーラ地方（現イラク北部）のハムダーン朝や、アフガニスタンのガズナ朝に脅かされ、領土が侵食されていった。11世紀半ばになるとイラクなどの支配はテュルク系のマムルークたちに牛耳られ、ブワイフ朝はほとんど形骸化していた。やがて東方からガズナ朝にかわって勢力を拡大したセルジューク朝があらわれ、1055年にバグダードの支配権を握った。1062年、ファールス地方の最後のブワイフ朝政権がケルマーンで滅び、ブワイフ朝は滅亡した。

## 国制
ブワイフ朝は当時はイランにおいても少数派であった十二イマーム派に属し、出自としても家祖ブワイフ以前のことはほとんどわからないような微賎な家系であったので、スンナ派が多数を占めるイラン・イラクを支配するためには、カリフによる権威の承認を必要とした。そのためにブワイフ朝は自身はシーア派の信徒であるにもかかわらずスンナ派のカリフを保護し、カリフから世俗の支配を委ねられた大アミールの地位を与えられた。ルクン・アッダウラ（「王朝の柱石」）、ムイッズ・アッダウラ（「王朝の強化者」）など、ブワイフ朝の諸政権の君主が名乗った王号は、ダウラ（アラビア語で「王朝」の意）を支える者という意味を持ち、カリフから支配権の承認とともに与えられた称号である。また、ブワイフの遠祖はイスラム以前のサーサーン朝の王族に遡るという主張がなされたり、サーサーン朝の君主の称号であったシャーハンシャー（「王の中の王」）を名乗り、バハラーム5世の子孫という系図を作成し、イラン的な支配者として正統性を打ち出すこともあった。
同族的な結合による連合政権であったブワイフ朝において、王朝の中心となるのは主にファールスの政権（首都はシーラーズ）だったが、大アミールとしてカリフの保護権を握り、カリフの改廃まで自由にする権威をもったイラク政権がブワイフ朝内外に対して政治的な影響力を持ちやすかったために、ファールス政権とイラク政権は王朝全体の主導権を巡ってしばしば対立することになった。この連合政権構造において中心が複数存在するという欠陥は、ブワイフ朝の衰退における致命的な要因のひとつである。
ブワイフ朝の樹立を支えたのは、精強な歩兵であるダイラム人の軍事力であったが、後には他の王朝と同じように、マムルークを採用するようになった。しかし、これらの軍人に対する俸給を支払うための財政的な基盤は、国家国有地制度の破綻によりブワイフ朝の建国時にはほとんど失われており、ムイッズ・アッダウラは946年にバグダードを征服した際に、特定の土地からあがる税を徴収する権利を軍人に授与するイクター制を導入した。以後、イクター制はイスラム世界の諸王朝で広く導入され、軍事・徴税制度の基本となる。しかし、ブワイフ朝の段階ではイクターの法制化に不備があり、授与されたイクターから徴収されるべき税の限度額が定められていなかった。このためイクター制の導入は結果的に、イクター保有者による過重な税の徴収と、それによる農村の荒廃を招き、ブワイフ朝の衰退を早める。

## 宗教
一般的に「ブワイフ朝はシーア派の十二イマーム派に属していた」と言われている。しかしブワイフ朝の支配家系がもともと信奉していたのはザイド派であった可能性が高い。アドゥド・アッダウラのアッバース家に対する態度は十二イマーム派的というよりむしろザイド派的である。そもそも同時代の史料はブワイフ朝の宗教面についてあまり記述しておらず、そのシーア派的側面が強調されるのは、むしろ後代の史料においてである。また、ブワイフ家がイスラームを受容することとした時期は、彼ら自身が主張する865年よりもずっと新しく、彼らが政治的に台頭してきたころと推定される。
Busse (1975) によれば、ブワイフ朝は宗教的信条（何をどう信じるか）の問題、それ自体には無関心であった。関心があったのは宗教の政治的側面である。ブワイフ朝の軍事力はダイラムやギーラーンの出身者とトゥルク系及びクルド系軍人とからなり、前者が（ムスリムである場合は）ザイド派信奉者であったのに対して後者はスンナ派であった。またファールス地方の住民はスンナ派が多かった。このような状況下でブワイフ朝は各宗教・各教派間のパワーバランスの調整に腐心した。ブワイフ朝は宰相にシーア派でもスンナ派でもないキリスト教徒を起用したり、シーラーズでゾロアスター教徒住民とムスリム住民が衝突した際にはより多くの被害を相手に与えたムスリム側を厳しく処罰したりしている。軍事力の核となるトゥルク系軍人のシーア派への改宗の強制は政権崩壊につながりかねず、不可能であった。
アッバース朝は749年の成立以後、一時的に融和的になったことがあるにしろ、基本的にシーア派を迫害し続けた。これに対してブワイフ朝はシーア派に好意的であった。これにより十二イマーム派の人々は、それまで個人宅で隠れて行われていたにすぎなかったフサインの殉教劇やガディール・フンムでのアリーの指名を祝う祭りなどの宗教的活動を公然と実施することができるようになった。シーア派学者の学問的活動も活発になり、クライニー、イブン・バーブーエ、シャイフ・トゥースィーらにより十二イマーム派の基本伝承書が編集された。伝承書の編集と同時に法学の整備も進み、シーア派法学（ジャアファリー法学派）も成立した。
菊地 (2009) は10世紀後半からバグダードのシーア派住民居住区で上述のような祭礼が行われるようになったことの重要性を指摘する。当時、スンナ派住民も彼らの祭礼を模倣しつつ対抗し、ムスアブ・イブン・ズバイルの墓廟参詣やアブー・バクルの故事を祝う祭りを行っていった。それまでシーア派と非シーア派の争いは、支配者、貴人、学者のものであったところ、少なくともバグダードでは、民衆レベルにまで広がっていった。またそれと共に、各派が自他を分かつ教義や教えのあいまいなところを確定させていった。なお、シーア派とスンナ派の対立の発生はシーア派を奉じるブワイフ朝が成立したためとする考えは誤りである。対立が既に存在していたところにブワイフ朝が成立したのであって、原因はブワイフ朝ではない。
対外的にみると、当時ビザンツ帝国が力を盛り返しておりスグールのイスラーム支配は崩壊していた。ジハードの熱意に燃えるガーズィーがホラーサーンからアッバース朝カリフのいるバグダードに来訪するのであるが、彼らの取り扱いには慎重さが必要であった。ジハードは彼らスンナ派の闘争であり、シーア派が参加できる余地はなかった。北アフリカに国家を樹立したイスマーイール派のファーティマ朝は、ビザンツ帝国のシリアやパレスチナの支配を切り崩すことができたが、仮にブワイフ朝政権がイスマーイール派イマーム（＝ファーティマ朝カリフ）に忠誠を誓うとすれば領地をすべて没収されることは明らかであった。ブワイフ朝が独立勢力を維持していくには、スンナ派のアッバース朝カリフとの協力が有利な選択であった。ブワイフ朝は政治的・軍事的に能動的なイスマーイール派やザイド派ではなく、消極的な十二イマーム派を選択し、アッバース朝カリフを傀儡化することで支配の正統性を手に入れるという現実主義路線をとった。

## 文化
ブワイフ朝はイラン出身の王朝で、官僚も多くがファールス出身のペルシア人であったが、王朝の公用語は依然としてアラビア語であった。宮廷にはアラブ人のみならずペルシア人まで含め、アラビア語で創作を行う文人が集い、アラブ文学の優れた作品が書かれた。

## 歴代君主
ファールス地方
1. イマード・アッダウラ（英語版）（932年 - 949年） - ブワイフの長男。
2. アドゥド・アッダウラ（英語版）（949年 - 983年） - ブワイフの次男ルクン・アッダウラ（英語版）の子。
3. シャラフ・アッダウラ（983年 - 990年） - アドゥド・アッダウラの子。
4. サムサーム・アッダウラ（990年 - 998年） - アドゥド・アッダウラの子。
5. バハー・アッダウラ（998年 - 1012年） - アドゥド・アッダウラの子。
6. スルターン・アッダウラ（1012年 - 1021年） - バハー・アッダウラの子。
7. ムシャッリフ・アッダウラ（1021年 - 1024年） - バハー・アッダウラの子。
8. アブー・カーリージャール（1024年 - 1048年） - スルタン・－アッダウラの子。
9. マリク・アッラヒーム（1048年 - 1055年） - アブー・カーリージャールの子。
10. フーラード・ストゥーン（1055年 - 1062年） - アブー・カーリージャールの子。

イラク地方
1. ムイッズ・アッダウラ（英語版）（945年 - 967年） - ブワイフの三男。
2. イッズ・アッダウラ（967年 - 978年） - ムイッズ・アッダウラの子。
3. アドゥド・アッダウラ（英語版）（978年 - 983年） - ファールス政権の君主。
4. サムサーム・アッダウラ（983年 - 987年） - アドゥド・アッダウラの子。
5. シャラフ・アッダウラ（987年 - 989年） - アドゥド・アッダウラの子。
6. バハー・アッダウラ（989年 - 1012年） - アドゥド・アッダウラの子。
7. スルターン・アッダウラ（1012年 - 1021年） - バハー・アッダウラの子。
8. ムシャッリフ・アッダウラ（1021年 - 1025年） - バハー・アッダウラの子。
9. ジャラール・アッダウラ（1025年 - 1043年） - バハー・アッダウラの子。
10. アブー・カーリージャール（1043年 - 1048年） - スルターン・アッダウラの子。
11. マリク・アッラヒーム（1048年 - 1055年） - アブー・カーリージャールの子。

ジバール地方
1. イマード・アッダウラ（932年 - 947年）
2. ルクン・アッダウラ（英語版）（947年 - 977年）

＜ハマダーン政権＞
1. ムアイイド・アッダウラ（977年 - 983年）
2. ファフル・アッダウラ（983年 - 997年）
3. シャムス・アッダウラ（997年 - 1021年）
4. サマー・アッダウラ（1021年 - 1028年）

＜ライ政権＞
1. ファフル・アッダウラ（977年 - 997年）
2. マジュド・アッダウラ（997年 - 1029年）

ケルマーン地方
1. ムイッズ・アッダウラ（936年 - 949年）
2. アドゥド・アッダウラ（英語版）（949年 - 983年）
3. サムサーム・アッダウラ（983年 - 998年）
4. バハー・アッダウラ（998年 - 1012年）
5. カワーム・アッダウラ（1012年 - 1028年）
6. アブー・カーリージャール（1028年 - 1048年）

## 系図
F：ファールス地方、I：イラク地方、S：ジバール地方、SH：ハマダーン政権、SR：ライ政権、K：ケルマーン地方、をそれぞれ示す。数字は統治順。
|  |  |                                      |                               |                               |                               |                               |                               |  |  | ブワイフ                          |                                   |                                   |                                   |                                   |                                   |  |  |                                 |                                 |                                 |                                 |                                 |                                 |  |  |                            |                            |                            |                            |                            |                            |  |  |                               |                               |                               |                               |                               |                               |  |  |                          |                          |                          |                          |                          |                          |  |  |                             |                             |                             |                             |                             |                             |  |  |  |  |  |  |  |  |  |  |  |  |  |  |  |  |  |  |  |  |  |  |  |  |  |  |
|  |  |                                      |                               |                               |                               |                               |                               |  |  |                                   |                                   |                                   |                                   |                                   |                                   |  |  |                                 |                                 |                                 |                                 |                                 |                                 |  |  |                            |                            |                            |                            |                            |                            |  |  |                               |                               |                               |                               |                               |                               |  |  |                          |                          |                          |                          |                          |                          |  |  |                             |                             |                             |                             |                             |                             |  |  |  |  |  |  |  |  |  |  |  |  |  |  |  |  |  |  |  |  |  |  |  |  |  |  |
|  |  |                                      |                               |                               |                               |                               |                               |  |  |                                   |                                   |                                   |                                   |                                   |                                   |  |  |                                 |                                 |                                 |                                 |                                 |                                 |  |  |                            |                            |                            |                            |                            |                            |  |  |                               |                               |                               |                               |                               |                               |  |  |                          |                          |                          |                          |                          |                          |  |  |                             |                             |                             |                             |                             |                             |  |  |  |  |  |  |  |  |  |  |  |  |  |  |  |  |  |  |  |  |  |  |  |  |  |  |
|  |  | イマード・アッダウラ F1, S1          | イマード・アッダウラ F1, S1   | イマード・アッダウラ F1, S1   | イマード・アッダウラ F1, S1   | イマード・アッダウラ F1, S1   | イマード・アッダウラ F1, S1   |  |  |                                   |                                   |                                   |                                   |                                   |                                   |  |  | ルクン・アッダウラ S2           | ルクン・アッダウラ S2           | ルクン・アッダウラ S2           | ルクン・アッダウラ S2           | ルクン・アッダウラ S2           | ルクン・アッダウラ S2           |  |  |                            |                            |                            |                            |                            |                            |  |  |                               |                               |                               |                               |                               |                               |  |  |                          |                          |                          |                          |                          |                          |  |  | ムイッズ・アッダウラ I1, K1 | ムイッズ・アッダウラ I1, K1 | ムイッズ・アッダウラ I1, K1 | ムイッズ・アッダウラ I1, K1 | ムイッズ・アッダウラ I1, K1 | ムイッズ・アッダウラ I1, K1 |  |  |  |  |  |  |  |  |  |  |  |  |  |  |  |  |  |  |  |  |  |  |  |  |  |  |
|  |  | イマード・アッダウラ F1, S1          | イマード・アッダウラ F1, S1   | イマード・アッダウラ F1, S1   | イマード・アッダウラ F1, S1   | イマード・アッダウラ F1, S1   | イマード・アッダウラ F1, S1   |  |  |                                   |                                   |                                   |                                   |                                   |                                   |  |  | ルクン・アッダウラ S2           | ルクン・アッダウラ S2           | ルクン・アッダウラ S2           | ルクン・アッダウラ S2           | ルクン・アッダウラ S2           | ルクン・アッダウラ S2           |  |  |                            |                            |                            |                            |                            |                            |  |  |                               |                               |                               |                               |                               |                               |  |  |                          |                          |                          |                          |                          |                          |  |  | ムイッズ・アッダウラ I1, K1 | ムイッズ・アッダウラ I1, K1 | ムイッズ・アッダウラ I1, K1 | ムイッズ・アッダウラ I1, K1 | ムイッズ・アッダウラ I1, K1 | ムイッズ・アッダウラ I1, K1 |  |  |  |  |  |  |  |  |  |  |  |  |  |  |  |  |  |  |  |  |  |  |  |  |  |  |
|  |  |                                      |                               |                               |                               |                               |                               |  |  |                                   |                                   |                                   |                                   |                                   |                                   |  |  |                                 |                                 |                                 |                                 |                                 |                                 |  |  |                            |                            |                            |                            |                            |                            |  |  |                               |                               |                               |                               |                               |                               |  |  |                          |                          |                          |                          |                          |                          |  |  |                             |                             |                             |                             |                             |                             |  |  |  |  |  |  |  |  |  |  |  |  |  |  |  |  |  |  |  |  |  |  |  |  |  |  |
|  |  |                                      |                               |                               |                               |                               |                               |  |  | アドゥド・アッダウラ F2, K2, I3   | アドゥド・アッダウラ F2, K2, I3   | アドゥド・アッダウラ F2, K2, I3   | アドゥド・アッダウラ F2, K2, I3   | アドゥド・アッダウラ F2, K2, I3   | アドゥド・アッダウラ F2, K2, I3   |  |  |                                 |                                 |                                 |                                 |                                 |                                 |  |  | ムアイイド・アッダウラ SH1 | ムアイイド・アッダウラ SH1 | ムアイイド・アッダウラ SH1 | ムアイイド・アッダウラ SH1 | ムアイイド・アッダウラ SH1 | ムアイイド・アッダウラ SH1 |  |  | ファフル・アッダウラ SR1, SH2 | ファフル・アッダウラ SR1, SH2 | ファフル・アッダウラ SR1, SH2 | ファフル・アッダウラ SR1, SH2 | ファフル・アッダウラ SR1, SH2 | ファフル・アッダウラ SR1, SH2 |  |  |                          |                          |                          |                          |                          |                          |  |  | イッズ・アッダウラ I2       | イッズ・アッダウラ I2       | イッズ・アッダウラ I2       | イッズ・アッダウラ I2       | イッズ・アッダウラ I2       | イッズ・アッダウラ I2       |  |  |  |  |  |  |  |  |  |  |  |  |  |  |  |  |  |  |  |  |  |  |  |  |  |  |
|  |  |                                      |                               |                               |                               |                               |                               |  |  | アドゥド・アッダウラ F2, K2, I3   | アドゥド・アッダウラ F2, K2, I3   | アドゥド・アッダウラ F2, K2, I3   | アドゥド・アッダウラ F2, K2, I3   | アドゥド・アッダウラ F2, K2, I3   | アドゥド・アッダウラ F2, K2, I3   |  |  |                                 |                                 |                                 |                                 |                                 |                                 |  |  | ムアイイド・アッダウラ SH1 | ムアイイド・アッダウラ SH1 | ムアイイド・アッダウラ SH1 | ムアイイド・アッダウラ SH1 | ムアイイド・アッダウラ SH1 | ムアイイド・アッダウラ SH1 |  |  | ファフル・アッダウラ SR1, SH2 | ファフル・アッダウラ SR1, SH2 | ファフル・アッダウラ SR1, SH2 | ファフル・アッダウラ SR1, SH2 | ファフル・アッダウラ SR1, SH2 | ファフル・アッダウラ SR1, SH2 |  |  |                          |                          |                          |                          |                          |                          |  |  | イッズ・アッダウラ I2       | イッズ・アッダウラ I2       | イッズ・アッダウラ I2       | イッズ・アッダウラ I2       | イッズ・アッダウラ I2       | イッズ・アッダウラ I2       |  |  |  |  |  |  |  |  |  |  |  |  |  |  |  |  |  |  |  |  |  |  |  |  |  |  |
|  |  |                                      |                               |                               |                               |                               |                               |  |  |                                   |                                   |                                   |                                   |                                   |                                   |  |  |                                 |                                 |                                 |                                 |                                 |                                 |  |  |                            |                            |                            |                            |                            |                            |  |  |                               |                               |                               |                               |                               |                               |  |  |                          |                          |                          |                          |                          |                          |  |  |                             |                             |                             |                             |                             |                             |  |  |  |  |  |  |  |  |  |  |  |  |  |  |  |  |  |  |  |  |  |  |  |  |  |  |
|  |  | シャラフ・アッダウラ F3, I5          | シャラフ・アッダウラ F3, I5   | シャラフ・アッダウラ F3, I5   | シャラフ・アッダウラ F3, I5   | シャラフ・アッダウラ F3, I5   | シャラフ・アッダウラ F3, I5   |  |  | サムサーム・アッダウラ F4, I4, K3 | サムサーム・アッダウラ F4, I4, K3 | サムサーム・アッダウラ F4, I4, K3 | サムサーム・アッダウラ F4, I4, K3 | サムサーム・アッダウラ F4, I4, K3 | サムサーム・アッダウラ F4, I4, K3 |  |  | バハー・アッダウラ F5, K4, I6   | バハー・アッダウラ F5, K4, I6   | バハー・アッダウラ F5, K4, I6   | バハー・アッダウラ F5, K4, I6   | バハー・アッダウラ F5, K4, I6   | バハー・アッダウラ F5, K4, I6   |  |  |                            |                            |                            |                            |                            |                            |  |  | シャムス・アッダウラ SH3      | シャムス・アッダウラ SH3      | シャムス・アッダウラ SH3      | シャムス・アッダウラ SH3      | シャムス・アッダウラ SH3      | シャムス・アッダウラ SH3      |  |  | マジュド・アッダウラ SR2 | マジュド・アッダウラ SR2 | マジュド・アッダウラ SR2 | マジュド・アッダウラ SR2 | マジュド・アッダウラ SR2 | マジュド・アッダウラ SR2 |  |  |                             |                             |                             |                             |                             |                             |  |  |  |  |  |  |  |  |  |  |  |  |  |  |  |  |  |  |  |  |  |  |  |  |  |  |
|  |  | シャラフ・アッダウラ F3, I5          | シャラフ・アッダウラ F3, I5   | シャラフ・アッダウラ F3, I5   | シャラフ・アッダウラ F3, I5   | シャラフ・アッダウラ F3, I5   | シャラフ・アッダウラ F3, I5   |  |  | サムサーム・アッダウラ F4, I4, K3 | サムサーム・アッダウラ F4, I4, K3 | サムサーム・アッダウラ F4, I4, K3 | サムサーム・アッダウラ F4, I4, K3 | サムサーム・アッダウラ F4, I4, K3 | サムサーム・アッダウラ F4, I4, K3 |  |  | バハー・アッダウラ F5, K4, I6   | バハー・アッダウラ F5, K4, I6   | バハー・アッダウラ F5, K4, I6   | バハー・アッダウラ F5, K4, I6   | バハー・アッダウラ F5, K4, I6   | バハー・アッダウラ F5, K4, I6   |  |  |                            |                            |                            |                            |                            |                            |  |  | シャムス・アッダウラ SH3      | シャムス・アッダウラ SH3      | シャムス・アッダウラ SH3      | シャムス・アッダウラ SH3      | シャムス・アッダウラ SH3      | シャムス・アッダウラ SH3      |  |  | マジュド・アッダウラ SR2 | マジュド・アッダウラ SR2 | マジュド・アッダウラ SR2 | マジュド・アッダウラ SR2 | マジュド・アッダウラ SR2 | マジュド・アッダウラ SR2 |  |  |                             |                             |                             |                             |                             |                             |  |  |  |  |  |  |  |  |  |  |  |  |  |  |  |  |  |  |  |  |  |  |  |  |  |  |
|  |  |                                      |                               |                               |                               |                               |                               |  |  |                                   |                                   |                                   |                                   |                                   |                                   |  |  |                                 |                                 |                                 |                                 |                                 |                                 |  |  |                            |                            |                            |                            |                            |                            |  |  |                               |                               |                               |                               |                               |                               |  |  |                          |                          |                          |                          |                          |                          |  |  |                             |                             |                             |                             |                             |                             |  |  |  |  |  |  |  |  |  |  |  |  |  |  |  |  |  |  |  |  |  |  |  |  |  |  |
|  |  | スルターン・アッダウラ F6, I7        | スルターン・アッダウラ F6, I7 | スルターン・アッダウラ F6, I7 | スルターン・アッダウラ F6, I7 | スルターン・アッダウラ F6, I7 | スルターン・アッダウラ F6, I7 |  |  | カワーム・アッダウラ K5           | カワーム・アッダウラ K5           | カワーム・アッダウラ K5           | カワーム・アッダウラ K5           | カワーム・アッダウラ K5           | カワーム・アッダウラ K5           |  |  | ムシャッリフ・アッダウラ F7, I8 | ムシャッリフ・アッダウラ F7, I8 | ムシャッリフ・アッダウラ F7, I8 | ムシャッリフ・アッダウラ F7, I8 | ムシャッリフ・アッダウラ F7, I8 | ムシャッリフ・アッダウラ F7, I8 |  |  | ジャラール・アッダウラ I9  | ジャラール・アッダウラ I9  | ジャラール・アッダウラ I9  | ジャラール・アッダウラ I9  | ジャラール・アッダウラ I9  | ジャラール・アッダウラ I9  |  |  | サマー・アッダウラ SH4        | サマー・アッダウラ SH4        | サマー・アッダウラ SH4        | サマー・アッダウラ SH4        | サマー・アッダウラ SH4        | サマー・アッダウラ SH4        |  |  |                          |                          |                          |                          |                          |                          |  |  |                             |                             |                             |                             |                             |                             |  |  |  |  |  |  |  |  |  |  |  |  |  |  |  |  |  |  |  |  |  |  |  |  |  |  |
|  |  | スルターン・アッダウラ F6, I7        | スルターン・アッダウラ F6, I7 | スルターン・アッダウラ F6, I7 | スルターン・アッダウラ F6, I7 | スルターン・アッダウラ F6, I7 | スルターン・アッダウラ F6, I7 |  |  | カワーム・アッダウラ K5           | カワーム・アッダウラ K5           | カワーム・アッダウラ K5           | カワーム・アッダウラ K5           | カワーム・アッダウラ K5           | カワーム・アッダウラ K5           |  |  | ムシャッリフ・アッダウラ F7, I8 | ムシャッリフ・アッダウラ F7, I8 | ムシャッリフ・アッダウラ F7, I8 | ムシャッリフ・アッダウラ F7, I8 | ムシャッリフ・アッダウラ F7, I8 | ムシャッリフ・アッダウラ F7, I8 |  |  | ジャラール・アッダウラ I9  | ジャラール・アッダウラ I9  | ジャラール・アッダウラ I9  | ジャラール・アッダウラ I9  | ジャラール・アッダウラ I9  | ジャラール・アッダウラ I9  |  |  | サマー・アッダウラ SH4        | サマー・アッダウラ SH4        | サマー・アッダウラ SH4        | サマー・アッダウラ SH4        | サマー・アッダウラ SH4        | サマー・アッダウラ SH4        |  |  |                          |                          |                          |                          |                          |                          |  |  |                             |                             |                             |                             |                             |                             |  |  |  |  |  |  |  |  |  |  |  |  |  |  |  |  |  |  |  |  |  |  |  |  |  |  |
|  |  | アブー・カーリージャール F8, K6, I10 |                               |                               |                               |                               |                               |  |  |                                   |                                   |                                   |                                   |                                   |                                   |  |  |                                 |                                 |                                 |                                 |                                 |                                 |  |  |                            |                            |                            |                            |                            |                            |  |  |                               |                               |                               |                               |                               |                               |  |  |                          |                          |                          |                          |                          |                          |  |  |                             |                             |                             |                             |                             |                             |  |  |  |  |  |  |  |  |  |  |  |  |  |  |  |  |  |  |  |  |  |  |  |  |  |  |
|  |  |                                      |                               |                               |                               |                               |                               |  |  |                                   |                                   |                                   |                                   |                                   |                                   |  |  |                                 |                                 |                                 |                                 |                                 |                                 |  |  |                            |                            |                            |                            |                            |                            |  |  |                               |                               |                               |                               |                               |                               |  |  |                          |                          |                          |                          |                          |                          |  |  |                             |                             |                             |                             |                             |                             |  |  |  |  |  |  |  |  |  |  |  |  |  |  |  |  |  |  |  |  |  |  |  |  |  |  |
|  |  |                                      |                               |                               |                               |                               |                               |  |  |                                   |                                   |                                   |                                   |                                   |                                   |  |  |                                 |                                 |                                 |                                 |                                 |                                 |  |  |                            |                            |                            |                            |                            |                            |  |  |                               |                               |                               |                               |                               |                               |  |  |                          |                          |                          |                          |                          |                          |  |  |                             |                             |                             |                             |                             |                             |  |  |  |  |  |  |  |  |  |  |  |  |  |  |  |  |  |  |  |  |  |  |  |  |  |  |
|  |  | マリク・アッラヒーム F9, I11         | マリク・アッラヒーム F9, I11  | マリク・アッラヒーム F9, I11  | マリク・アッラヒーム F9, I11  | マリク・アッラヒーム F9, I11  | マリク・アッラヒーム F9, I11  |  |  | フーラード・ストゥーン F10        | フーラード・ストゥーン F10        | フーラード・ストゥーン F10        | フーラード・ストゥーン F10        | フーラード・ストゥーン F10        | フーラード・ストゥーン F10        |  |  | アブー・アリー・ホスロー        | アブー・アリー・ホスロー        | アブー・アリー・ホスロー        | アブー・アリー・ホスロー        | アブー・アリー・ホスロー        | アブー・アリー・ホスロー        |  |  |                            |                            |                            |                            |                            |                            |  |  |                               |                               |                               |                               |                               |                               |  |  |                          |                          |                          |                          |                          |                          |  |  |                             |                             |                             |                             |                             |                             |  |  |  |  |  |  |  |  |  |  |  |  |  |  |  |  |  |  |  |  |  |  |  |  |  |  |

## 註釈
1. ↑  たとえば『イスラム事典』（平凡社、1982年）「ブワイフ朝」の項[2]や『イスラム教入門』（中村廣治郎、岩波書店、1998年）128頁[3]。これに対して「ブワイフ朝はシーア派を信奉していた」と記載するにとどめらる一般向け概説書としては、たとえば "Buyid dynasty". Encyclopedia Britannica, 21 Apr. 2021.[4] 『イスラム教の歴史』（河出書房新社、2017年）[5]。
2. ↑  近年（20世紀）の研究によれば、従来言われていた「ブワイフ朝は十二イマーム派を奨励した」という説は後世の創作・誇張が含まれると考えられるが、少なくとも好意的であった証拠はいくつか存在する[1]。なお、ブワイフ朝がスンナ派を抑圧した可能性については、少なくともイラクにおいては証拠が見つかっていない[1]。シーア派教義を強制もしていない[5]。